# ادوارد اوسوپکا-مورافسکی
ادوارد اوسوپکا-مورافسکی (انگلیسی: Edward Bolesław Osóbka-Morawski؛ ۵ اکتبر ۱۹۰۹ – ۹ ژانویه ۱۹۹۷) سیاستمدار از حزب سوسیالیست لهستان قبل از جنگ جهانی دوم بود. وی اولین نخست‌وزیر جمهوری خلق لهستان از ۳۱ دسامبر ۱۹۴۴ تا ۵ فوریه ۱۹۴۷ بود.